# Gümüşhane (provincie)
Gümüşhane is een provincie in Turkije. De provincie is 6125 km² groot en heeft 142.617 inwoners (2024). De hoofdstad is het gelijknamige Gümüşhane.

## Bestuurlijke indeling

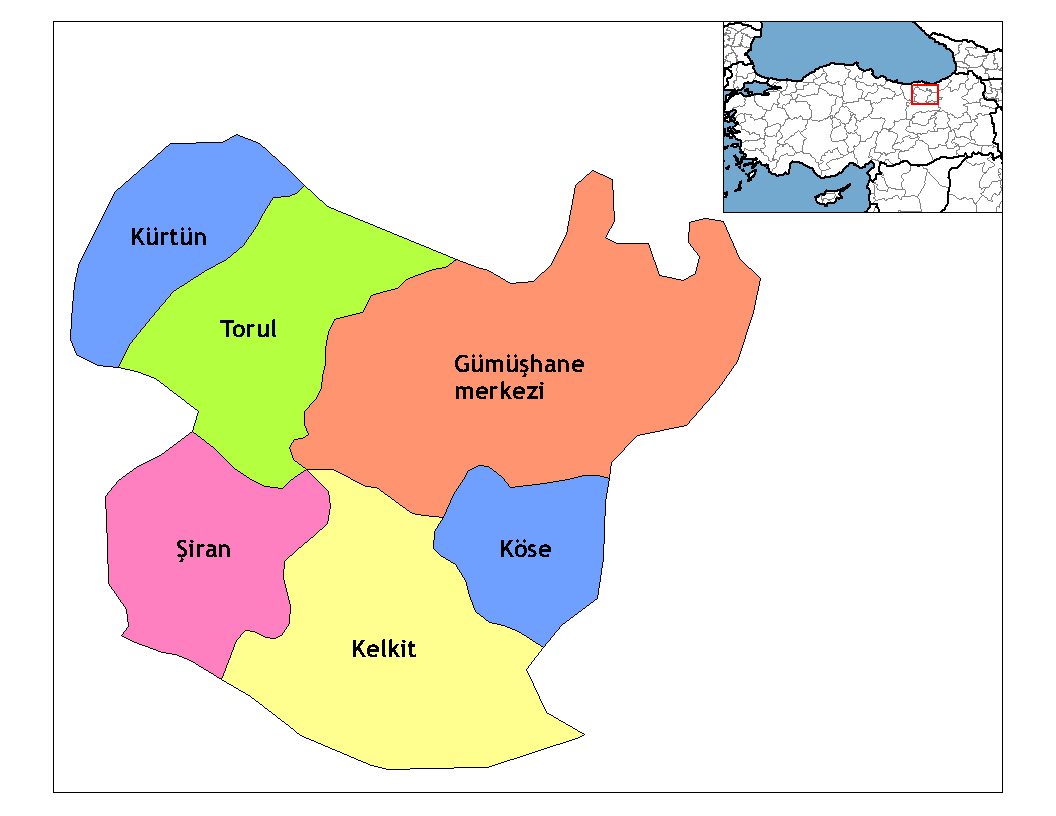
Districten van Gümüşhane

### Districten
De provincie bestaat uit de volgende zes districten:
| - Gümüşhane - Kelkit - Köse | - Kürtün - Şiran - Torul |